# Sarzedas
Sarzedas est une paroisse civile (en portugais : freguesia) de la municipalité portugaise de Castelo Branco, située dans le district de Castelo Branco et la région Centre.

## Histoire
Sarzedas a eu le statut de municipalité (en portugais : concelho ou municipio), entre 1212 et 1836, date à laquelle elle fut rattachée à la municipalité de Castelo Branco.
Il y avait en 1801, plus de 3500 habitants.